# اولاد سلامه
اولاد سلامه (به عربی: أولاد السلامة) یک شهرداری در الجزایر است که در استان البلیده واقع شده‌است. اولاد سلامه ۱۵٬۹۵۶ نفر جمعیت دارد.